# Покровская волость (Новоузенский уезд)

Покровская волость 1912 год

Покро́вская во́лость — историческая административно-территориальная единица, входившая в состав Новоузенского уезда Самарской губернии.
Административный центр — слобода Покровская
Население волости составляли преимущественно малороссы, православные. Также проживали русские, немцы, татары и др.

## География
Волость была расположена на левом берегу Волги (луговая сторона). С севера по Волге граничила с Красноярской волостью (хутор Шалов). С юга по Волге с Терновской волостью (село Квасниковка). От Покровской слободы волость далее продолжалась на юго-восток.
Волость располагалась в западной части Новоузенского уезда, по левую сторону от реки Волги. Согласно карте уездов Самарской губернии 1912 года волость состояла из двух частей. Основной участок граничил на западе — с Саратовской губернией, на севере с Генеральской волостью, на северо-востоке — с Красноярской и Тонкошуровской волостями, на юго-востоке — с Нижне-Караманской и Степновской волостями, на юго-западе — с Тарлыцкой, Степновской, Узморской и Терновской волостями. Севернее основной части территории к вдоль реки Волги располагался небольшой чересполосный участок, граничивший на юге — с Генеральской волостью, на востоке — с Красноярской волостью.
Территория бывшей волости является частью земель Энгельсского района Саратовской области (административный центр области — город Саратов).
Через Покровскую слободу проходили важнейшие дороги Новоузенского уезда: Эльтонский тракт, Новоузенский тракт, Покровско-Уральскаий участок Рязанско-Уральской железной дороги.

## История
Волость образовалась в конце 1860 годов.
В период до установления советской власти волость имела аппарат волостного правления, традиционный для таких административно-территориальных единиц Российской империи.

## Состав волости
| № | Населённые пункты (без хуторов и железнодорожных поселений) | Население (1889 год) | Население (1910 год) | Преобладающие национальности, вероисповедания                                    | Современное состояние           |
| - | ----------------------------------------------------------- | -------------------- | -------------------- | -------------------------------------------------------------------------------- | ------------------------------- |
| 1 | слобода Покровская                                          | 18721                | 29500                | малороссы, русские, немцы, татары, православные, лютеране, католики и магометане | город Энгельс                   |
| 2 | хутор Аниськов                                              | 394                  | 448                  | малороссы, православные                                                          | вошёл в состав р.п. Приволжский |

По территории волости располагались хутора — на земле Покровского сельского общества, на земле казаков Саратовской станицы, на казенной земле, лесные сторожки. Названия и расположение которых часто менялись. 
По линии Рязанско-Уральской железной дороги:
- Станция «Покровская»,
- Пристань «Волга»,
- Пристань «Сазанка»,
- Станция «Анисовка»,
- Разъезд «Лебедев»,
- Станция «Безымянная»,
- Разъезд «Титоренко»,
- 6 казарм и 5 сторожевых будок.